# Île Boularderie
L'île Boularderie est une île de la province de Nouvelle-Écosse, au Canada.
L'île se situe dans le Lac Bras d'Or qui se trouve lui-même dans l'Île du Cap-Breton. Le nom provient de Louis-Simon le Poupet de la Boularderie, qui avait obtenu la concession de cette région au nom du Roi de France.
Les dimensions sont à peu près de 40 km de long sur une largeur variant de 3 à 10 km. 